# Rainer Krieg
Rainer Krieg (* 2. Februar 1968 in Obersotzbach) ist ein ehemaliger Fußballspieler und heutiger -trainer.

## Spielerkarriere
Krieg begann seine Profikarriere erst relativ spät mit 24 Jahren beim Karlsruher SC. Sein erstes Bundesligaspiel absolvierte er am 3. April 1992, als er am 31. Spieltag im Spiel gegen Dynamo Dresden in der 80. Minute eingewechselt wurde. Der erste Treffer gelang dem Stürmer in seinem dritten Einsatz, als er beim Auswärtssieg beim 1. FC Köln das zwischenzeitliche 2:0 erzielte.
In der folgenden Saison hatte Krieg zeitweise einen Stammplatz inne und traf zehnmal. Nachdem er gegen Ende der Saison seinen Stammplatz verloren hatte und 1993/94 hauptsächlich als Joker eingesetzt wurde – zwar hat er 23 Saisoneinsätze zu Buche stehen, davon wurde er aber 17-mal eingewechselt – ging er zum Ligakonkurrenten Bayer 05 Uerdingen.
Dort verbesserte sich die Situation für Krieg jedoch kaum und nach anderthalb Jahren zog er in der Winterpause der Saison 1995/96 zum Zweitligisten SC Fortuna Köln weiter. Hier avancierte er ab der Saison 1996/97 zum Stammspieler und erlebte zwei erfolgreiche Jahre, in denen er 26-mal traf.
Im Sommer 1998 kehrte Krieg zum Karlsruher SC, mittlerweile selbst Zweitligist, zurück. Hier wurde er zum Topstürmer des Vereins und erzielte im ersten Jahr 19 Tore. Das zweite Jahr, unter anderem von Joachim Löw und Edmund Becker trainiert, war zwar für ihn mit 15 Toren halbwegs erfolgreich, der Verein beendete jedoch die Saison abgeschlagen als Tabellenletzter und musste in die Regionalliga Süd absteigen.
Krieg verließ den Absteiger und ging zum Zweitligaaufsteiger 1. FC Saarbrücken. Vier Tore steuerte er bei, als der Klub Achter wurde. In der Saison 2001/02 spielte er noch zwei Partien gegen den 1. FC Schweinfurt 05 und seinen alten Arbeitgeber Karlsruher SC, ehe er zum Chemnitzer FC in die Regionalliga Nord wechselte. Hier spielte er noch zwei Jahre und erklärte 2003 seinen Rücktritt vom aktiven Sport.

## Trainerkarriere
Zur Saison 2005 wurde Krieg mit Co-Trainer Michael Wittwer, mit dem er einst beim Karlsruher SC auf dem Platz stand, zum Betreuer der zweiten, vor allem mit jungen Spielern gespickten Mannschaft ernannt. Mit dieser schaffte er nach einem schwachen Start den elften Platz und damit den Klassenerhalt in der drittklassigen Regionalliga Süd. Einige Spieler, wie z. B. Florian Dick, schafften den Sprung in die erste Mannschaft. Ende April 2009 trat er kurz vor Saisonende zurück, sein Amt trat der bisherige U19-Trainer Markus Kauczinski an.
Zu Beginn der Saison 2009/10 wurde Krieg Trainer beim fünftklassigen Oberligisten ASV Durlach. Nach dem Spiel am vorletzten Spieltag der Saison 2010/11 trat er zurück. Die bereits als Absteiger feststehende Mannschaft verlor auswärts beim FC Nöttingen mit 1:9.
Anfang November 2011 wurde er als Cheftrainer des sechstklassigen Verbandsligisten 1. CfR Pforzheim vorgestellt, wo die Zusammenarbeit nach erfolgreichem Klassenerhalt im Mai 2012 endete. Im Januar 2013 wurde er Co-Trainer von Michael Wittwer beim FC Nöttingen.

## Tor des Monats
Am 15. August 1992 erzielte er im Spiel gegen Borussia Mönchengladbach den Treffer zum 3:2 per Fallrückzieher. Dieser Treffer wurde zum Tor des Monats gewählt. Krieg war in dem Spiel in der 65. Minute eingewechselt worden, ihm gelang auch noch der Treffer zum 4:2-Endstand.

## Sonstiges
Seit 2010 spielt er neben Raphael Krauß und Rainer Scharinger für die Alt-Herren Mannschaft des FC Unitas '71 Karlsruhe.